# Conceição de Macabu
Conceição de Macabu es un municipio brasileño localizado entre la sierra y el mar en la región norte del estado de Río de Janeiro. Un tercio de su territorio es constituido de sierras de altitudes que oscilan de 300 a 989 metros; los otros dos tercios se alternan entre planicies aluviales, con altitudes mínimas de hasta 4 metros y colinas de 100 a 300 metros.

## Toponimia
El vocablo Conceição (concepción) deriva de Nuestra Señora de la Concepción, de hecho el nombre original era Nuestra Señora de la Concepción del Río Macabu. Esa nomenclatura surgió oficialmente el 6 de octubre de 1855, cuando Conceição de Macabu fue elevado la categoría de parroquia, con el nombre de parroquia de Nuestra Señora de la Concepción de Macabu.
El nombre Macabu tiene origen discutido, pudiendo ser a una corrupción de la palabra indígena mak'a'bium, que designaba a una palmera de frutos dulces, hoy conocida como macaubeira; o, como es más probable, debido a sus fuentes documentales, haber sido un apodo que los siete capitanes dieron al río Macabu, cuando lo encontraron el 7 de enero de 1634.

## División territorial
El primer distrito y sede del municipio se localiza en Conceição de Macabu, ciudad con aproximadamente 22.700 habitantes, cortada por la carretera estatal RJ-182. El municipio posee también un segundo distrito, Macabuzinho, distante unos 19 kilómetros de la sede y con una población estimada en 900 habitantes. El acceso al distrito se da por la carretera RJ-196.
Además posee diversas localidades como Santo Agostinho, Amorosa, São Domingos, Asentamiento de Capelinha, Piabas, Piteira, Boa Esperança, Villa Tavares, Santa Catarina y el Curato de Santa Catarina (la mayor y más importante de todas).

## Historia
Originalmente habitado por tribus indígenas nómades como los sacurus, coroados y goitacás, el municipio fue parte de la Capitanía de Santo Tomé hasta ser donado para los siete capitanes. Con el fracaso de la parcela, la región fue dividida, otorgándoles las tierras del municipio a los sacerdotes jesuitas. Que a partir de la parroquias de Nuestra Señora de las Nieves y Santa Rita, exploraron el interior catequizando y aldeando los indios sacurus, habitantes del valle del río Macabu, en el vecino valle del río Macaé.
En 1759 los jesuitas son expulsados y en los años siguientes los desprotegidos indígenas retornan al valle del Macabu formando los primeros poblados, que luego fueron alcanzados por el constante avance del cultivo del café en la región serrana fluminense.
El inicio de las grandes plantaciones trae gran cantidad de esclavos africanos. La región de Macabu compuesta por sierras cubiertas de bosques fue un lugar propicio para los esclavos fugitivos, que formaron el Quilombo de Cruz Sena y el Quilombo del Carucango, el mayor que existió en la zona.
En el siglo XIX, puertos fluviales, a ruta Macaé-Cantagalo y el ramal ferroviario oriundo de Conde de Araruama (Quissamã) tornam-se vías de acceso a la región contribuindo para su poblamiento, crecimiento económico y evolución política: parroquias en 1855 y primera emancipación en 1891-1892. Durante esta época de gran crecimiento económico, ocurrió el caso de la Fera de Macabu, una historia de crime erros judiciários a partir del cual se inició el fin de la pena de muerte en el Brasil.
En 1907, surge en Conceição de Macabu la primera colonia de japoneses del Brasil, liderada por Saburo Kumabe, un año antes de la fecha oficial de inicio de la inmigración japonesa con la llegada del navío Kasato Maru. Infelizmente la colonia fracassou después de 5 años por diversos motivos.
El siglo XX fue marcado por el gran progreso de la primera mitad, marcado por la fundación de la Central Victor Sence y de la hacienda Modelo Venceslau Bello (Rego Barros).
El progreso tuvo reflexos políticos y Conceição de Macabu, quinto distrito de Macaé, uniu-se al 10º distrito, Macabuzinho, originando un nuevo municipio, Conceição de Macabu el 15 de marzo de 1952. El proceso de emancipación fue por plebiscito popular, el primer del Brasil y único unánime hasta hoy.

## Prefectos
- Coronel José de la Natividad y Castro - 1891 a 1892 - Primera Emancipación;
- Rozendo Fuentes Tavares - Prefecto (Brasil)|Prefecto en dos mandatos;
- Francisco Barbosa de Andrade (Chico Tobias);
- Juán Barbosa Moreira (Jonjoca)- Presidente de la cámara de concejales|Presidente de la Cámara, ejerció mandato tapón;
- Jorge Armando Figueiredo Enne;
- Juán Barbosa Daumas;
- Archimedes Custódio Barreto;
- Délcio Puentes Pacheco;
- Sílvio Soares Tavares;
- José Sebastião de Castro - Prefecto en dos mandatos;
- Leopoldo Cesar da Silva;
- Ercínio Pinto de Souza;
- Nilo Siqueira - Vice Prefecto en ejercicio;
- Marcos Paulo Cordeiro Couto - Presidente de la Cámara, ejerció mandato tampão;
- Cláudio Eduardo Barbosa Linhares - Prefecto en dos mandatos
- Lídia Mercedez Oliveira Soares (Tedi)- Ejerció mandato de 13 días, según determinación judicial; en las elecciones municipales de 2008 recibió 5068 votos siendo electa para el mandato 2009-2013;